# إدوارد تشارلز كورني
إدوارد تشارلز كورني (9 نوفمبر 1933 - 1 يناير 2019) كان لاعب كمال أجسام أمريكي محترف. حصل على العديد من الجوائز في الثلاثينيات من عمره، بما في ذلك جائزة سيد الكون عام 1972، وظهر في الدراما الوثائقية لكمال الأجسام عام 1977 Pumping Iron. اشتهر بحركاته الروتينية الممتازة، وواصل منافسات كمال الأجسام حتى الستينيات من عمره، وفاز مرتين بقسم 60+ من بطولة ماسترز أولمبيا. تم إدخال كورني في قاعة مشاهير الاتحاد الدولي لكمال الأجسام في عام 2004.